# حسن ریاضی
حسن ریاضی با تخلص ایلدیریم (زاده 3 بهمن ۱۳۳۷ سراب - درگذشته ۲۸ مرداد ۱۴۰۰ تهران) شاعر، نویسنده، مترجم و روزنامه‌نگار آذربایجانی بود.

## پیشینه
حسن ریاضی (ایلدیریم) در بهمن ۱۳۳۷ در روستای جمال‌آباد سراب به دنیا آمد. تحصیلات ابتدایی را در شهرهای هریس و مهربان و دبیرستان را در تبریز به پایان برد و سپس در دانشگاه علوم پزشکی تهران تحصیلات خود را ادامه داد. 
او از سال ۱۳۵۴ به‌طور جدی فعالیت‌های ادبی و فرهنگی را در حوزه زبان و ادبیات ترکی آذربایجانی شروع کرد و از بنیانگذاران انجمن‌های ادبی آذربایجانی در تهران بود. حسن ریاضی علاوه‌بر سرودن شعر و نوشتن مقالات ادبی-اجتماعی، به ترجمه آثار ادبی جهان نیز مشغول بود.

## آثار
حسن ایلدیریم در دو دهه پایانی عمر خود سردبیری فصلنامه بین‌المللی آذری و دبیری انجمن ادبی فرهنگی حبیب ساهر را برعهده داشت. از آثار او می‌توان به «آنا دیلی - آیین نگارش و دستور زبان ترکی آذربایجانی» که منتشر شده و مجموعه سه‌جلدی شناختنامه ناظم حکمت و مجموعه اشعار که در دست چاپ است، اشاره کرد.

## درگذشت
وی در ۲۶ مرداد ۱۴۰۰ در بیمارستان شریعتی تهران و به دلیل ابتلا به کرونا در سن ۶۳ سالگی از دنیا رفت.